# Estadio Arquitecto Ricardo Etcheverry
Estadio Arquitecto Ricardo Etcheverry – argentyński stadion położony w Buenos Aires. Mecze na nim rozgrywa miejscowy klub Ferro Carril Oeste. Został wybudowany w 1905 i może pomieścić 24 442 osób.